# 도쿄 외환 자동차도

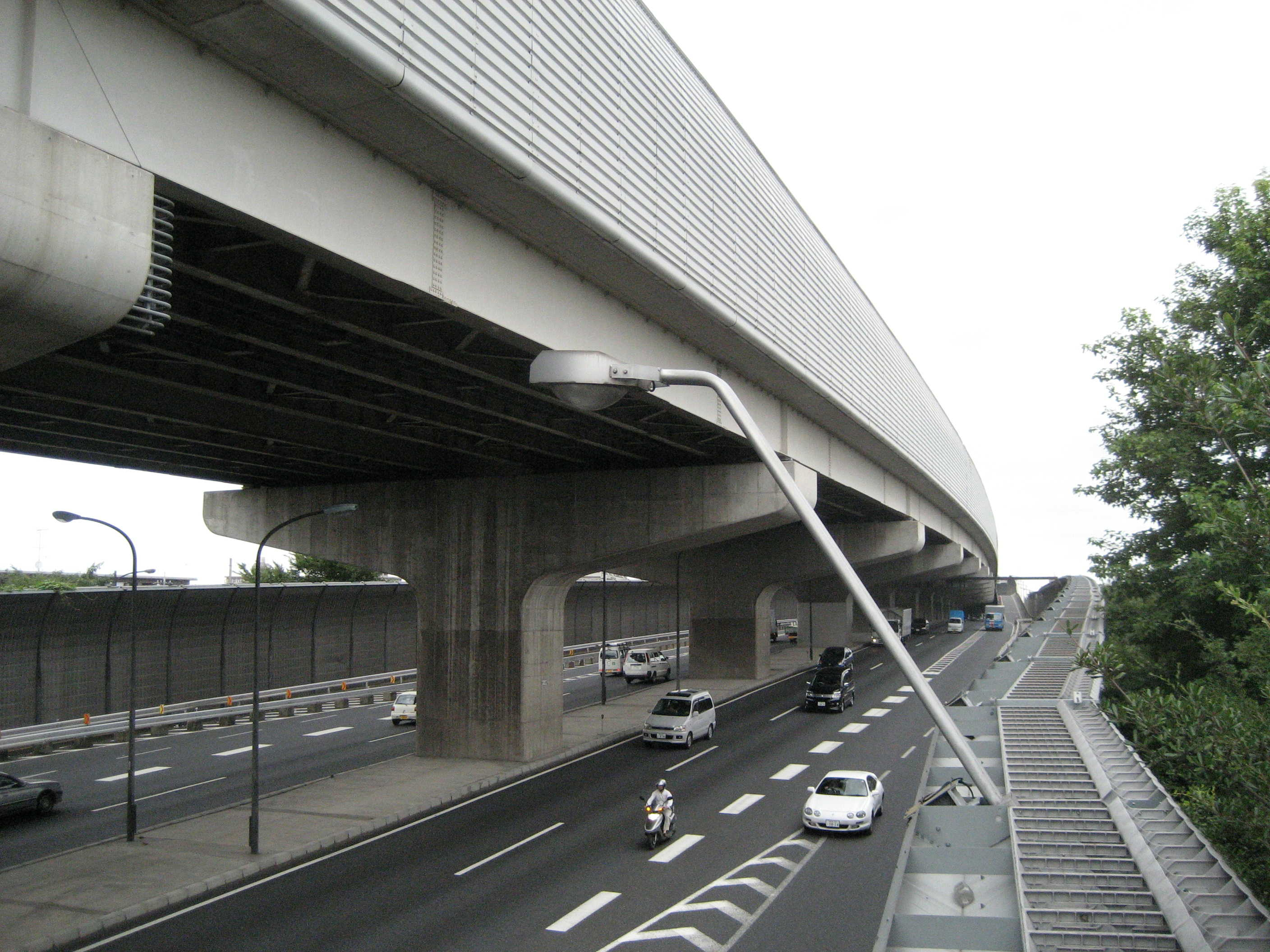
외환도와 함께 아래를 지나가고 있는 298번 국도

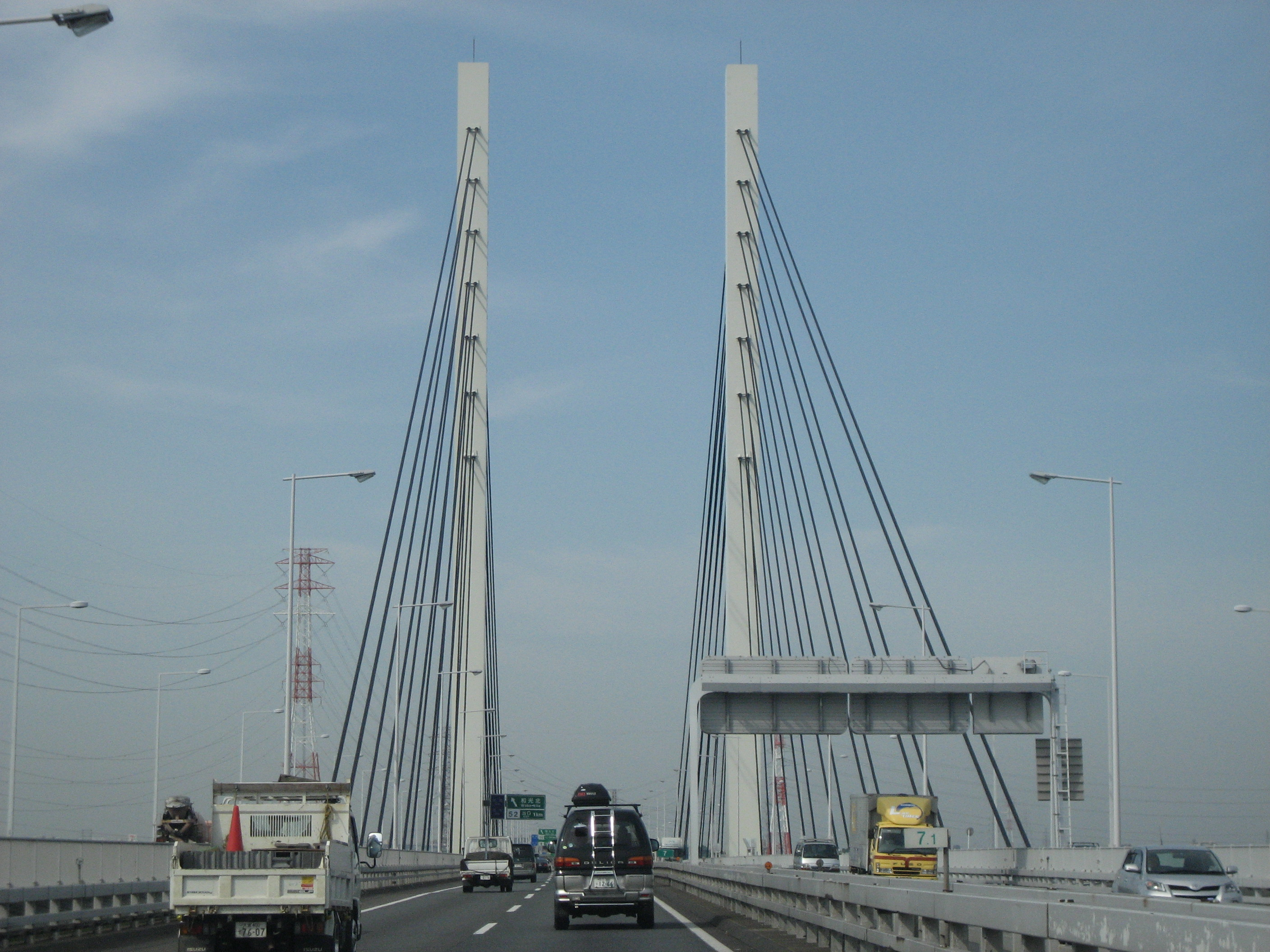
사키타마 대교

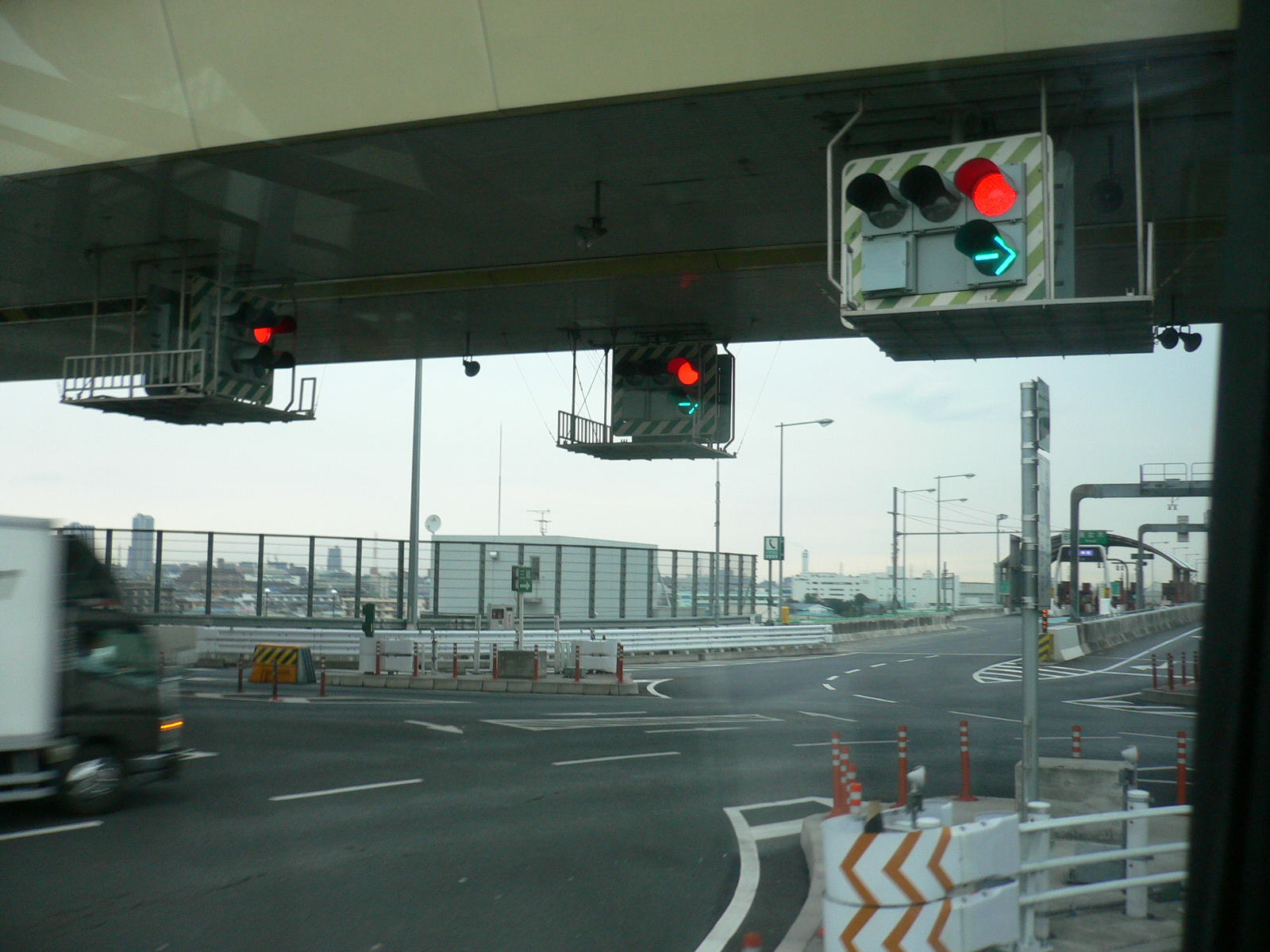
비조기 JCT

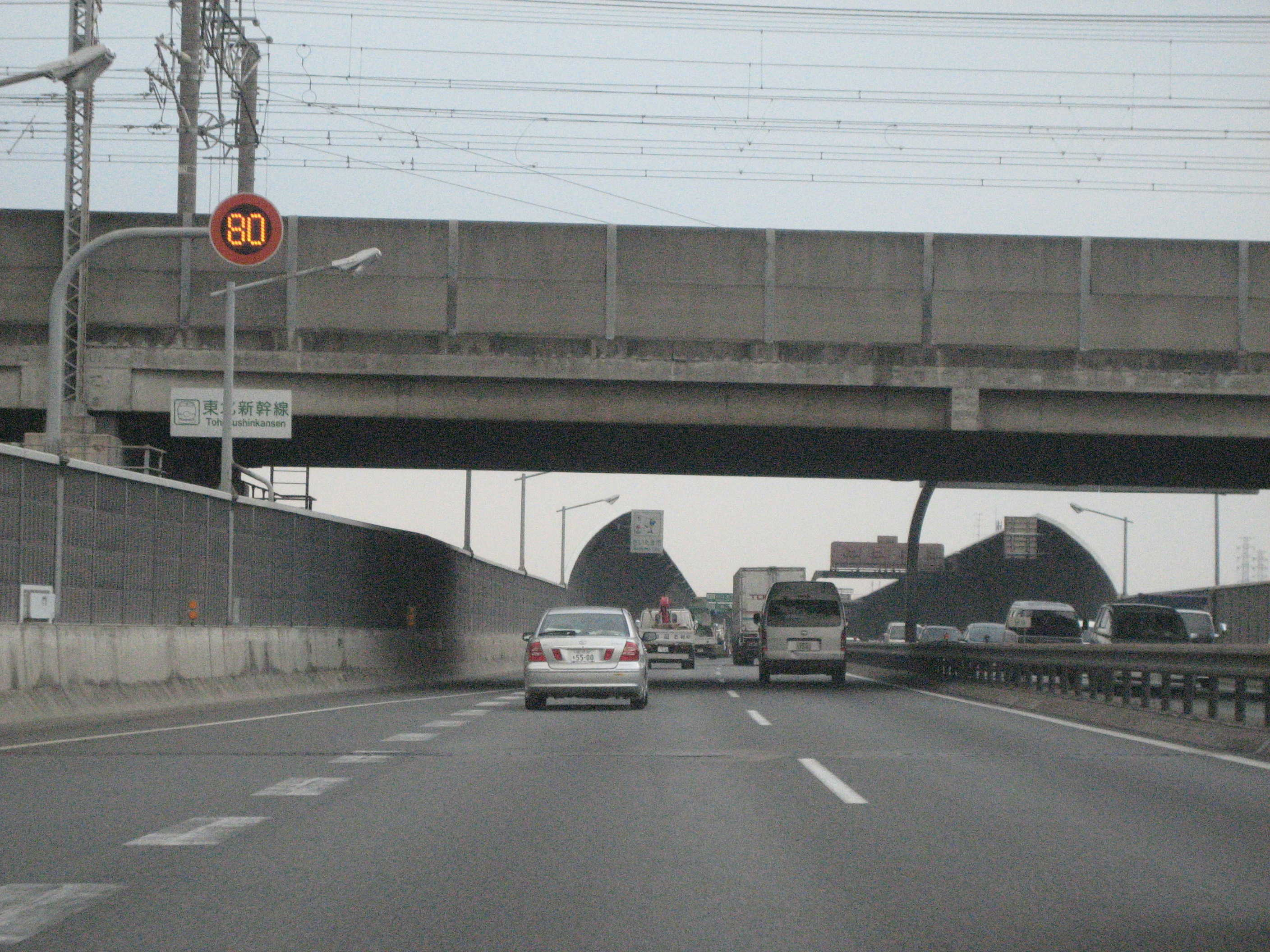
외환도의 상단부를 교차하고 있는 도호쿠 신칸센의 모습

도쿄 외환 자동차도(일본어: 東京外環自動車道, TOKYO-GAIKAN EXPRESSWAY)는 도쿄도 네리마구 오이즈미초에서 출발, 사이타마현을 거쳐 지바현 이치카와시 고야까지 이어주는 총 연장 49.2 km의 구간을 가진 고속도로의 도로명이다. 다만 약칭으로 보면, 도쿄 외환도(東京外環道,TOKYO-GAIKAN EXPWY), 외환도, 도쿄 외환, 도쿄 가이칸, 외환(가이칸) 등으로 다양하게 표현된다. 그리고 고속도로 넘버링 상에서의 노선 번호는 C3으로 배정된 상태이며, 전 구간에 걸쳐 대도시 근교 구간으로 이미 지정되어 있는 상태이기도 하다. 한국으로 따지자면 도쿄 외환 자동차도는 거의 수도권제1순환고속도로와 동격이 되는 식이다.

## 접촉 가능한 도로

### 고속도로, 지역 고규격 도로
- 간에쓰 자동차도
- 수도고속 5호 이케부로 선
- 수도고속 사이타마 오미야 선
- 수도고속 가와구치 선
- 도호쿠 자동차도
- 히가시 사이타마 도로(일본어판)
- 수도고속 6호 미사토 선
- 조반 자동차도
- 기타지바 도로(일본어판)
- 게이요 도로
- 히가시칸토 자동차도
- 수도고속도로 완간 선

### 일반 국도
- 국도 제254호선(일본어판)
- 국도 제298호선
- 국도 제4호선
- 국도 제357호선

### 도도부현도
- 지바현도 제1호선
- 도쿄도도 제24호 네리마 도코로자와 선
- 사이타마현도 제88호 와코인터 선
- 사이타마현도 제67호 가쓰시카 요시가와 마쓰부시 선
- 지바현도 제264호 다카쓰카 신덴 이치카와 선
- 사이타마현도 제295호 마쓰도 미사토 선

## 노선 개황

### 차선 및 최고 속도
| 구간                         | 차선 (도로) 양방향=내선+외선 | 속도 제한 |
| ---------------------------- | ---------------------------- | --------- |
| 오이즈미JCT/IC - 와코키타IC  | 6=3+3                        | 80 km/h   |
| 와코키타IC - 가와구치주오IC  | 4=2+2                        | 80 km/h   |
| 가와구치주오IC - 가와구치JCT | 6=3+3                        | 80 km/h   |
| 가와구치JCT - 고야JCT        | 4=2+2                        | 80 km/h   |

- 긴키 자동차도와 마찬가지로 도로 조명등은 전 구간에 걸쳐 설치되어 있다.

### 서비스 휴게소, 간이 휴게소
휴게 시설은 현 시점상 니구라 간이 휴게소만 유일하게 운영되고 있으며, 2020년을 목표로 개장시킬 예정에 있는 가칭 야시오 간이 휴게소의 설치 공사가 현재 진행 중이다. 또한 해당 고속도로에는 주유소가 설치되어 있지 않기 때문에, 경유지에 따라 100km 근처에 걸쳐 주유할 수 없게 됨에 따라 주변의 서비스 휴게소 및 간이 휴게소에서는 연료가 떨어지는 현상 방지에 따라 급유를 촉구하자는 표지판이 설치되어 있다.
아울러 니구라 PA의 주차장에서는 내선, 외선을 공용으로 운영되고 있어, 외환도는 해당 PA를 통해 유턴을 가능하도록 하게 되는 기능도 물론 부설되어 있다.

### 주요 교량
- 사키타마 대교(일본어판) : 와코키타IC ~ 도다니시IC (1,485 m)

### 관리자
- NEXCO 동일본 간토 지사
  - 미사토 관리사무소 : 전선

#### 하이웨이 라디오
- 오이즈미 (와코IC ~ 오이즈미JCT 오이즈미 방면)
- 와코키타 (오이즈미JCT ~ 도다니시IC 고야 방면)
- 도다히가시 (도다니시IC ~ 비조기JCT 오이즈미 방면)
- 가와구치니시 (가와구치니시IC ~ 가와구치JCT 고야 방면)
- 가와구치히가시 (소카IC ~ 가와구치JCT 오이즈미 방면)
- 미사토 (소카IC ~ 미사토JCT 고야 방면)
- 미사토미나미 (미사토미나미IC ~ 미사토JCT 오이즈미 방면)
- 스가노 (이치카와키타IC ~ 게이요JCT 고야 방면)

모두 방향별 방송으로 이루어져 있으며, 콜사인은 하이웨이 라디오 외환 ○○이라고 방송된다. 다만 오이즈미, 와쿠키타 같은 지역에서는 전파의 상태가 나빠지는 경우가 있어, 알아듣기가 어렵거나 불가 상태에 이르는 경우도 있다. 이는 최근에 송신소가 설치되어 있는 AFN 전파의 제2 고주파가 해당 하이웨이 라디오 주파수와 동일하고, 혼신을 일으킬 수 있기 때문이다.

### 통행량
24시간 통행량 (대당, 도로교통 센서스를 기준으로 함)
| 구간                                                    | 헤이세이17(2005)년도 | 헤이세이22(2010)년도 | 헤이세이27(2015)년도 |
| ------------------------------------------------------- | -------------------- | -------------------- | -------------------- |
| 오이즈미IC/JCT - 와코IC                                 | 70,908               | 79,893               | 79,231               |
| 와코IC - 와코키타IC                                     | 82,423               | 89,997               | 88,435               |
| 와코키타IC - 도다니시IC                                 | 86,333               | 94,860               | 93,065               |
| 도다니시IC - 비조기JCT                                  | 82,090               | 88,522               | 87,952               |
| 비조기JCT - 도다히가시IC                                | 72,306               | 80,382               | 76,053               |
| 도다히가시IC - 가이간우라와IC                           | 78,018               | 86,611               | 81,918               |
| 가이간우라와IC - 가와구치니시IC                         | 85,701               | 94,653               | 91,216               |
| 가와구치니시IC - 가와구치주오IC                         | 76,235               | 86,117               | 82,858               |
| 가와구치주오IC - 가와구치JCT                            | 79,999               | 90,843               | 87,850               |
| 가와구치JCT - 가와구치히가시IC                          | 63,422               | 79,743               | 78,267               |
| 가와구치히가시IC - 소카IC                               | 65,416               | 82,844               | 81,231               |
| 소카IC - 가이간미사토니시IC                             | 50,945               | 67,178               | 67,248               |
| 가이간미사토니시IC - 미사토JCT                          | 32,153               | 60,287               | 59,426               |
| 미사토JCT - 미사토주오IC(구 가이간미사토히가시TB)       | 조사 당시 미개통     | 18,970               | 19,770               |
| 미사토주오IC（구 가이간미사토히가시TB) - 미사토미나미IC | 조사 당시 미개통     | 21,866               | 22,051               |
| 미사토미나미IC - 마쓰도IC                               | 조사당시 미개통      | 조사당시 미개통      | 조사당시 미개통      |
| 마쓰도IC - 이치카와키타IC                               | 조사당시 미개통      | 조사당시 미개통      | 조사당시 미개통      |
| 이치카와키타IC - 이치카와주오IC                         | 조사당시 미개통      | 조사당시 미개통      | 조사당시 미개통      |
| 이치카와주오IC - 게이요JCT                              | 조사당시 미개통      | 조사당시 미개통      | 조사당시 미개통      |
| 게이요JCT - 이치카와미나미IC                            | 조사당시 미개통      | 조사당시 미개통      | 조사당시 미개통      |
| 이치카와미나미IC - 고야JCT                              | 조사당시 미개통      | 조사당시 미개통      | 조사당시 미개통      |

（출처："平成22年度道路交通センサス"·"平成27年度全国道路・街路交通情勢調査"(일본 국토교통성 누리집)의 일부 데이터를 발췌하여 작성함)

## 지리

### 통과하는 지자체
- 도쿄도 : 네리마구
- 사이타마현 : 와코시 - 도다시 - 사이타마시 미나미구 - 가와구치시 - 소카시 - 야시오시 - 미사토시
- 도쿄도 : 가쓰시카구
- 지바현 : 마쓰도시 - 이치카와시